# Gare de Millas
La gare de Millas est une gare ferroviaire française de la ligne de Perpignan à Villefranche - Vernet-les-Bains, située sur le territoire de la commune de Millas, dans le département des Pyrénées-Orientales en région Occitanie.
Elle est mise en service en 1868 par la Compagnie du chemin de Fer de Perpignan à Prades et devient en 1884 une gare de la Compagnie des chemins de fer du Midi et du Canal latéral à la Garonne. 
C'est une halte voyageurs de la Société nationale des chemins de fer français (SNCF) desservie par des trains TER Occitanie.

## Situation ferroviaire
Établie à 104 mètres d'altitude, la gare de Millas est située au point kilométrique (PK) 483,201 de la ligne de Perpignan à Villefranche - Vernet-les-Bains, entre les gares ouvertes de Saint-Féliu-d'Avall et d'Ille-sur-Têt.

## Histoire
La station de Millas est mise en service le 10 décembre 1868 par la Compagnie du chemin de Fer de Perpignan à Prades lors de l'ouverture de la section de Perpignan à l'Ille-sur-Têt. La gare est gérée par l'administration de l'État entre la mise sous séquestre de la Compagnie en 1873 et le rachat de l'ensemble de la ligne, le 1er janvier 1884, par la Compagnie des chemins de fer du Midi et du Canal latéral à la Garonne.
En 1893, à la suite d'une réclamation sur le manque de personnel en gare, l'administration de contrôle répond que cette remarque était valable autrefois lorsqu'il y avait plusieurs croisements de trains à gérer par l'unique « homme d'équipe » qui devait s'occuper des bagages et de la manœuvre des aiguilles, mais qu'elle n'a plus de raison d'être depuis qu'il n'y a plus qu'un seul croisement et que le prolongement de la voie du quai simplifie les manœuvres. D'autant que cet homme reçoit, une aide des agents des trains pour la manutention des bagages, qu'un agent en régie le seconde pour le service de la petite vitesse (marchandises) et que la femme du chef de station recueille les billets.
En 2014, selon les estimations de la SNCF, la fréquentation annuelle de la gare était de 1 548 voyageurs.
Les circulations ferroviaires sont interrompues entre Villefranche et Perpignan en raison de l'accident de Millas, le 14 décembre 2017. Des bus de substitution remplacent les trains. La réouverture de la ligne, entre Perpignan et Ille-sur-Têt, est prévue le 21 mai 2020.

## Service des voyageurs

### Accueil
Halte SNCF, c'est un point d'arrêt non géré (PANG) à entrée libre.

### Desserte
Millas est desservie par les trains TER Occitanie qui effectuent des missions entre les gares de Perpignan et de Villefranche - Vernet-les-Bains.

### Intermodalité
Un parking pour les véhicules est aménagé.